# Johannes Brenz
Johannes Brenz (født 24. juni 1499, død 11. september 1570) var en tysk luthersk reformator.
Brenz studerede i Heidelberg, blev grebet af Luthers optræden og holdt forelæsninger og prædikener, der mere og mere var i luthersk ånd. Fra 1525 organiserede han en evangelisk kirke og skole i Hall i Schwaben, skrev 1527—28 den første lutherske katekisme og blev efterhånden Schwabens reformator. Luthers nadverlære fandt en ivrig tilhænger i Brenz, som deltog i adskillige af tidens vigtige teologiske forhandlinger. Brenz forfattede den rent lutherske Württembergske bekendelse 1551 og gav møde på Tridentinerkoncilet for at forhandle med katolikkerne, dog uden at udrette noget. I 1553 blev Brenz provst i Stuttgart og gennemførte Württembergs kirkeordning. Han var en fremragende ekseget og også en betydelig dogmatiker. I sin lære om Kristus fremhævede han, at Kristi menneskelige natur i fornedrelsen både ejede og brugte de guddommelige egenskaber, men på skjult vis, en opfattelse, hvorom der har stået megen strid. Brenz' skrifter udgaves i 8 bind 1576—90.